# Đường tỉnh 454
Đường tỉnh 454 (tên cũ là Đường tỉnh 223) là con đường tỉnh lộ của tỉnh Thái Bình.

## Vị trí
Đường tỉnh 454 là trục giao thông của tỉnh Thái Bình với tổng chiều dài khoảng 41 km, bắt đầu từ quốc lộ 39B thị trấn Hưng Hà, rồi qua chạy ra phía đầu sông Trà Lý qua bến phà Tịnh Xuyên sang huyện Vũ Thư rồi qua trung tâm thành phố Thái Bình cắt ngang với quốc lộ 10 rồi qua huyện Kiến Xương và điểm cuối là bến đò Cát xã Vũ Vân để sang tỉnh Nam Định.
Trên tỉnh lộ có các cây cầu như: cầu Cọi Khê,cầu Nề...